# Balders Hage
Balders Hage ist ein ehemaliger Sportplatz in Göteborg, Schweden. Seit 2003 gehört der Platz zum Areal des Vergnügungsparks Liseberg.

## Geschichte
1887 starteten Wilhelm Friberg und Walfrid Silow, die kurze Zeit später an der Gründung von Örgryte IS beteiligt waren, eine Initiative zur Anlage einer Eisbahn, die später Grundlage des Sportplatzes Balders Hage wurde. Am Neujahrstag 1888 wurde diese eingeweiht. Diese wurde aufgrund finanzieller Schwierigkeiten 1898 allerdings wieder geschlossen. Worauf 1901 dann ein Umbau folgte. Der IFK Göteborg absolvierte in den Jahren seiner Gründung unter anderem ein paar Spiele hier.
Bis 1908 nutzte ÖIS, seinerzeit die bedeutendste Fußballmannschaft Schwedens, Balders Hage als Austragungsort von Fußballspielen. 1908 errichtete der Klub für 40.000 Kronen Valhalla idrottsplats, ein Stadion mit 8.000 Plätzen, und trug nach der Eröffnung am 6. September des Jahres dort seine Heimspiele aus.
Angeblich war Balders Hage am 12. Juli 1908 Austragungsort des ersten Länderspiels der schwedischen Fußballnationalmannschaft. Vor 3.000 Zuschauern wurde Norwegen mit 11:3 besiegt. Allerdings fand das Spiel in Wahrheit auf einem Sportplatz in Tegelbruksängen statt, auf dessen Grund später das Gamla Ullevi entstehen sollte.